# Chauffecourt
Chauffecourt è un comune francese di 35 abitanti situato nel dipartimento dei Vosgi nella regione del Grand Est.

## Società

### Evoluzione demografica
Abitanti censiti